# Russula macrocystidiata
Russula macrocystidiata är en svampart som beskrevs av McNabb 1973. Russula macrocystidiata ingår i släktet kremlor och familjen kremlor och riskor.   Inga underarter finns listade i Catalogue of Life.